# Triodontella overlaeti
Triodontella overlaeti är en skalbaggsart som beskrevs av Louis Burgeon 1947. Triodontella overlaeti ingår i släktet Triodontella och familjen Melolonthidae. Inga underarter finns listade i Catalogue of Life.